# Angela Faber
Angela Faber (* 9. Juli 1961 in Borken) ist eine deutsche Juristin.

## Leben
Sie besuchte von 1971 bis 1980 das Gymnasium Remigianum und studierte von 1980 bis 1986 Rechtswissenschaften an der Universität Münster. Von 1987 bis 1989 absolvierte sie das Referendariat im Landgericht Münster. Im Wintersemester 1987/1988 studierte sie an der Hochschule für Verwaltungswissenschaften. 1989 absolvierte sie die Wahlstation beim German Information Center in New York. Von 1990 bis 1992 war sie wissenschaftliche Referentin am Freiherr-vom-Stein-Institut an der Universität Münster. Nach der 1992 Promotion bei Werner Hoppe zu dem Thema Europarechtliche Grenzen kommunaler Wirtschaftsförderung war sie von 1992 bis 1994 Beamtin beim Presse- und Informationsamt der Bundesregierung. 1993 absolvierte sie die beamtenrechtliche Außenprobezeit als Pressereferentin an der Deutschen Botschaft in Washington D.C. Von 1994 bis 1998 leitete sie das Freiherr-vom-Stein-Institut an der Universität Münster. Nach der Habilitation bei Werner Hoppe 2000 zu dem Thema: Gesellschaftliche Selbstregulierungssysteme im Umweltrecht, venia legendi für Öffentliches Recht und Europarecht ist sie seit 2001 Hauptreferentin beim Landkreistag Nordrhein-Westfalen in Düsseldorf. Von 2008 bis 2015 war sie Hauptreferentin beim Deutschen Städtetag in Köln. Seit einstimmiger Wahl am 26. Januar 2015 durch die 14. Landschaftsversammlung des Landschaftsverbandes Rheinland (LVR) in Köln ist sie LVR-Dezernentin für Schulen und Integration.

## Schriften (Auswahl)
- Europarechtliche Grenzen kommunaler Wirtschaftsförderung. Die Bedeutung der Art. 92–94 EWGV für die kommunale Selbstverwaltung. Köln 1992, ISBN 3-555-00917-6.
- Gesellschaftliche Selbstregulierungssysteme im Umweltrecht – unter besonderer Berücksichtigung der Selbstverpflichtungen. Köln 2001, ISBN 3-555-01240-1.